# I Feel Loved
«I Feel Loved» és el trenta-setè senzill de la banda musical Depeche Mode, i segon del seu desè àlbum d'estudi Exciter. Fou publicat el 30 de juliol de 2001.

## Informació
Es tracta d'una cançó composta per Martin Gore que retornava la banda al so sintètic i experimental dels seus inicis. Només van incorporar-hi percussió acústica i una lletra suggeridora i apassionada amb poques complicacions al·legòriques i líriques. La base està formada per dos sintetitzadors formant una melodia sostinguda força greu i molt rítmica. Es contraposen els seus elements, una música forta i electrònica davant una lletra simplista que sembla parlar de sentiments extrems. Tanmateix, l'element més característic de la cançó és l'efecte dels sintetitzadors, la base ràpida i mantinguda per tempos llargs que dona la sensació d'escoltar un cant electrònic desesperat i atrevit. Aquestes característiques recorden temes antics i molt ballables.
L'única cara B era una cançó "Dirt", cover d'una cançó del grup de The Stooges en el disc Fun House (1970), una de les poques covers que ha realitzat Depeche Mode al llarg de la seva trajectòria. Sons de guitarres i sintetitzadors reflecteixen la guitarra i veu d'Iggy Pop que imita David Gahan.
El videoclip fou dirigit per John Hillcoat, que també va treballar per Depeche Mode en la resta de senzills d'aquest àlbum, «Freelove» i «Goodnight Lovers». El videoclip fou inclòs posteriorment en la compilació de videoclips The Best of Depeche Mode Volume 1 (2006).
El tema només fou interpretat en directe durant en la gira Exciter Tour servint de promoció de l'àlbum Exciter, però tampoc tenia un lloc fix i va acabar desapareixent en la part final de la gira.

## Llista de cançons
12": Mute/12Bong31 (Regne Unit)
1. "I Feel Loved" (Danny Tenaglia's Labor Of Love Edit) − 8:00
2. "I Feel Loved" (Danny Tenaglia's Labor Of Love Dub) − 11:56

12": Mute/L12Bong31 (Regne Unit)
1. "I Feel Loved" (Umek Mix) − 8:11
2. "I Feel Loved" (Thomas Brinkmann Mix) − 5:29
3. "I Feel Loved" (Chamber's Mix) − 6:18

12": Reprise 42398-0 (Estats Units)
1. "I Feel Loved" (Danny Tenaglia's Labor Of Love Edit) − 8:00
2. "I Feel Loved" (Thomas Brinkmann Mix) − 5:29
3. "I Feel Loved" (Chamber's Mix) − 6:18
4. "I Feel Loved" (Danny Tenaglia's Labor Of Love Instrumental) − 13:43
5. "I Feel Loved" (Extended Instrumental) − 8:28
6. "Dirt" − 5:00

CD: Mute/CDBong31 (Regne Unit)
1. "I Feel Loved" − 3:41
2. "Dirt" − 5:00
3. "I Feel Loved" (Extended Instrumental) − 8:28

CD: Mute/LCDBong31 (Regne Unit)
1. "I Feel Loved" (Danny Tenaglia's Labor Of Love Edit) − 8:00
2. "I Feel Loved" (Thomas Brinkmann Mix) − 5:29
3. "I Feel Loved" (Chamber's Mix) − 6:18

CD: Reprise 42398-2 (Estats Units)
1. "I Feel Loved" (Danny Tenaglia's Labor Of Love Edit) − 8:00
2. "I Feel Loved" (Thomas Brinkmann Mix) − 5:29
3. "I Feel Loved" (Chamber's Mix) − 6:18
4. "I Feel Loved" (Extended Instrumental) − 8:28
5. "Dirt" − 5:00

- La versió Extended Instrumental de «I Feel Loved» fou remesclada per McCracken and Tungsten.
- La versió Chamber's Remix de «I Feel Loved» fou remesclada per Doug Hart i Paul Freegard.
- «I Feel Loved» és composta per Martin Gore.
- «Dirt» és composta per Ron Asheton, Scott Asheton, Dave Alexander i Iggy Pop.